# 1993年欧洲超级杯
1993年欧洲超级杯是第19届欧洲超级杯。赛事于1994年1月12日和2月2日分别在帕尔马泰甸尼球场和米兰圣西罗球场举行，由1992–93年欧洲冠军联赛亞军AC米兰对阵1992–93年歐洲盃賽冠軍盃冠军帕尔马。帕尔玛最终以总比分2–1获得冠军。